# Kawamura Yuri
Kawamura Yuri (川村 優理, sinh ngày 17 tháng 5 năm 1989) là một cầu thủ bóng đá nữ người Nhật Bản.

## Đội tuyển bóng đá nữ quốc gia Nhật Bản
Kawamura Yuri thi đấu cho đội tuyển bóng đá nữ quốc gia Nhật Bản từ năm 2010 đến 2017.

## Thống kê sự nghiệp
| Nhật Bản  | Nhật Bản | Nhật Bản |
| Năm       | Trận     | Bàn      |
| --------- | -------- | -------- |
| 2010      | 2        | 0        |
| 2011      | 0        | 0        |
| 2012      | 0        | 0        |
| 2013      | 2        | 0        |
| 2014      | 7        | 1        |
| 2015      | 10       | 1        |
| 2016      | 8        | 0        |
| 2017      | 3        | 0        |
| Tổng cộng | 32       | 2        |